# Heksetal
Heksetal – organiczny związek chemiczny z grupy barbituranów, stosowany w weterynarii jako środek o działaniu przeciwlękowym, zwiotczającym i przeciwdrgawkowym.